# Goshin jitsu
Goshin jitsu (het Japanse goshin betekent bescherming van het lichaam en jitsu betekent techniek) is ontstaan uit een paar zelfverdedigingsoefeningen van jiujitsu, een van de oudste zelfverdedigingskunsten.
Goshin jitsu is een moderne, veelzijdige vorm van zelfverdediging, die gebruikmaakt van slaan, werpen, stampen, klemmen en bevrijdingen. De basis leert je in een totaal van 28 technieken, zeer praktische en toepasbare technieken om onmiddellijk te gebruiken in zelfverdediging. Deze technieken bestaan in oneindig veel variaties en combinaties.
Jiujitsu is ontwikkeld voor de militaire tak van de bevolking, de Samoerai. Later, wanneer het grote en het kleine zwaard niet meer in het openbaar gedragen mocht worden en de samoerai kaste verdween, kwamen er scholen die jiujitsu leerden aan de gewone man. Buiten kleine verschillen is er dus nagenoeg geen verschil tussen goshin jitsu en jiujitsu.
Er bestaan twee vormen van competitie. Het duo systeem en het fighting systeem.